# Temognatha tricolorata
Temognatha tricolorata es una especie de escarabajo del género Temognatha, familia Buprestidae. Fue descrita científicamente por Waterhouse en 1874.